# George Elvey
Pour les articles homonymes, voir Elvey.
Sir George Job Elvey, né le 29 mars 1816 – mort le 9 septembre 1893, est un organiste et compositeur britannique.

## Biographie
Né à Canterbury en 1816, il est le fils de John Elvey. Depuis plusieurs générations, sa famille est associée à la vie musicale de la ville cathédrale. Encore jeune, il est admis comme choriste de la cathédrale de Canterbury auprès de Highmore Skeats, son frère Stephen Elvey étant alors maitre des garçons.
En 1830, Stephen Elvey ayant été nommé organiste au New College (Oxford), George part vivre avec lui et complète sa formation musicale sous la direction de son frère. Il étudie à la Royal Academy of Music auprès de Cipriani Potter et William Crotch.
Avant d'avoir atteint l'âge de dix-sept ans, il est devenu un organiste très expert et occupe des fonctions temporaires à la Christ Church, au Magdalen College et au New College. En 1834, il remporte une médaille d'or Gresham pour son hymne Bow down Thine ear, Lord. En 1835, il succède à Skeats comme organiste de la chapelle Saint-Georges du château de Windsor. Parmi ses premiers élèves figurent le prince George, duc de Cambridge et Édouard de Saxe-Weimar-Eisenach pour la confirmation desquels il compose son hymne bien connu Wherewithal shall a young man cleanse his way?.
Il s'inscrit au New College le 17 mai 1838 et obtient son diplôme Bachelor of Music (en) le 2 juin suivant avec pour exercice l'oratorio The Resurrection and Ascension ensuite interprété par la « Sacred Harmonic Society » à Exeter Hall le 12 novembre 1838 puis à Boston aux États-Unis et à Glasgow. Le 2 juillet 1840, par dispense spéciale du chancelier de l'université, Elvey est diplômé docteur en musique deux ans plus tôt que ne l’autorisent les statuts. Son exercice pour cette occasion est l'hymne The ways of Zion do mourn. Deux hymnes avec accompagnement orchestral, The Lord is King et Sing, Heavens sont composés respectivement pour le festival de Gloucester de 1853 et le festival de Worcester de 1857.
Parmi ses œuvres les plus connues produites principalement entre 1856 et 1860, un grand nombre ont été composées pour des services spéciaux à la chapelle St. George. À la mort du prince consort en 1861, Elvey perd l'un de ses clients les plus proches. Les hymnes funèbres, The Souls of the Righteous et Blessed are the Dead, sont tous deux composés pour les services d'anniversaire à la mémoire du prince. Pour le mariage du prince de Galles (1863), il compose un hymne spécial avec orgue et accompagnement orchestral, Sing unto God, et pour le mariage de la princesse Louise (1871) une marche festive qui connaît une considérable popularité.
Il est fait chevalier le 24 mars 1871. Le dernier événement public important auquel il participe est le mariage du duc d'Albany à la chapelle St. George, le 6 mai 1882. En juin de cette année-là, il démissionne de son poste d'organiste. Après quelques années passées à la retraite, il meurt au Towers, Windlesham dans le comté de Surrey le 9 septembre 1893.

## Famille
Le 19 juin 1839, Elvey épouse Harriette, fille de son tuteur Highmore Skeats, et le 30 décembre 1851 en a un fils, George Highmore Elvey (mort en 1875). Le 22 août 1854, il épouse en secondes noces Georgiana, fille de John Bowyer Nichols (en). Elle meurt le 22 décembre 1863 et le 20 avril 1865, il épouse en troisièmes noces Eleanora Grace, fille de Richard Jarvis mais elle meurt le 23 janvier 1879. Le 20 juin 1882, il se marie une quatrième fois, avec Mary, fille de Joseph Savory (en), barrister et lord maire de Londres en 1890-91. Elle lui survit. De sa seconde épouse, Elvey a trois fils et une fille.

## Postérité
Elvey est un auteur prolifique de musique sacrée. Outre les cantiques déjà mentionnés, ses chants, sa Cantate Domino, un Deus Misereatur en ré, sont parmi ses compositions les plus populaires. Il écrit également quinze chansons à parties, une introduction et gavotte pour piano et violon et quatre pièces pour pianoforte.
Ses œuvres, presque toutes pour église, comprennent deux oratorios, un grand nombre d'antiennes et de services et quelques pièces pour orgue. Son œuvre la plus célèbre est sans doute l'air de cantique Diademata dont Crown Him with Many Crowns (en) et Soldiers of Christ, Arise sont le plus régulièrement adaptés. Sa veuve lui consacre des mémoires publiés en 1894. Le cantique Come, Ye thankful People, Come est également une pièce incontournable de la liturgie.